# کورت اسونسون
کورت اسونسون (سوئدی: Kurt Svensson; ۱۵ آوریل ۱۹۲۷ – ۱۱ ژوئیهٔ ۲۰۱۶) بازیکن فوتبال اهل سوئد بود.
از باشگاه‌هایی که در آن بازی کرده‌است می‌توان به اشاره کرد.
وی همچنین در تیم ملی فوتبال سوئد ب بازی کرده‌است.